# ACS Sepsi OSK Sepsiszentgyörgy
Az ACS Sepsi OSK Sfântu Gheorghe (magyarul: ACS Sepsi OSK Sepsiszentgyörgy) egy 2011-ben alapított  sepsiszentgyörgyi labdarúgócsapat, amely a román labdarúgó-bajnokság másodosztályában szerepel.

## Története
2011 nyarán Diószegi László és Kertész Dávid alapította a labdarúgó klubot és a sepsiszentgyörgyi futball hagyományait tiszteletben tartva a színe piros-fehér lett. A múltba visszatekintve egyeztek meg arról is, hogy az OSK (az Olt Sport Klub rövidítése) nevet viselje, így lett az egyesület neve Sepsi OSK.
2011-ben a csapat az V. ligában kezdett és az első fordulóban 6-0-ás győzelemmel debütált a bajnokságban. Az első évben már meg is született a várva várt siker, felkerült a csapat a magasabb osztályba. A negyedik ligában a második szezonban sikerült bajnokságot nyerni, így 2014 nyarán következett a második hatalmas lépés a klub életében miután a megyei bajnokságot megnyerve jogosult lett a harmadik ligába való feljutást megelőző selejtezőre. A mérkőzést büntetőpárbaj döntötte el a Sepsi javára és feljutott a harmadik osztályba. 2015/16-os idényben is első helyen zárt a csapat, ezáltal feljutott a másodosztályba. A csapat itt is az élen végzett így története során először feljutott az első osztályba.
2018-ban elkezdték az új stadion építését, ami várhatólag 2021-ben készül majd el. A 2019-2020-as szezon végén a csapat bejutott a Román Kupa döntőjébe, de ott 1–0-s vereséget szenvedett az FCSB-től. A 2020/21-es szezonban története legjobb eredményét érte el, miután a bajnokságban a negyedik helyen végzett és az Európa Konferencia Liga indulásért való pótselejtezőt megnyerte. Története első európai kupaselejtezőjét 2021. július 22-én játszotta a csapat a szlovák Spartak Trnava ellen idegenben. A mérkőzés eredménye 0–0 lett.
A 2021–2022-es, majd az azt követő szezonban is Román Kupát nyert a csapat. Utóbbi döntőben az Universitatea Cluj együttesét múlta felül a Sepsi 0–0-s döntetlent köbetően büntetőpárbajban. A kupagyőztes csapatnak Tamás Márk és Varga Roland is tagja volt.

## Bajnoki eredmények
| Szezon  | Osztály | Bajnokság   | Helyezés | Kupa          |
| ------- | ------- | ----------- | -------- | ------------- |
| 2025–26 | 2       | Liga II.    |          |               |
| 2024–25 | 1       | SuperLiga   | 15.      | csoportkör    |
| 2023–24 | 1       | SuperLiga   | 5.       | csoportkör    |
| 2022–23 | 1       | SuperLiga   | 6.       | Győztes       |
| 2021–22 | 1       | Casa Liga   | 7.       | Győztes       |
| 2020–21 | 1       | Casa Liga   | 4.       | 32 közé jutás |
| 2019–20 | 1       | Casa Liga   | 9        | döntős        |
| 2018–19 | 1       | Betano Liga | 6.       | nyolcaddöntő  |
| 2017–18 | 1       | Betano Liga | 9.       | 32 közé jutás |
| 2016–17 | 2       | Liga II.    | 2.       | 32 közé jutás |
| 2015–16 | 3       | Liga III.   | 1.       | 3.forduló     |
| 2014–15 | 3       | Liga III.   | 3.       | 3.forduló     |
| 2013–14 | 4       | Liga IV.    | 1.       | X             |
| 2012–13 | 5       | Liga V.     | 1.       | X             |

## Eredményei

### Nemzeti
- Liga II
  -  Ezüstérmes (1): 2016–17
- Liga III
  -  Bajnok (1): 2015-16
- Román Kupa
  -  Győztes (2): 2022, 2023
  -  Döntős (1): 2020
- Szuperkupa
  -  Győztes (2): 2022, 2023

## Jelenlegi keret
Utolsó módosítás: 2023. július 10.
A vastaggal jelzett játékosok felnőtt válogatottsággal rendelkeznek.
A dőlttel jelzett játékosok kölcsönben szerepelnek a klubnál.
| Mezszám                | Név                | Nemzetiség      | Születési hely             | Születési idő (kor)            | Korábbi csapat           | Érték (€) | Szerződés lejárta |
| Kapusok                | Kapusok            | Kapusok         | Kapusok                    | Kapusok                        | Kapusok                  | Kapusok   | Kapusok           |
| ---------------------- | ------------------ | --------------- | -------------------------- | ------------------------------ | ------------------------ | --------- | ----------------- |
| 1                      | Dinu Moldovan      | román           | Gyulafehérvár              | 1990. május 3. (35 éves)       | AFC Chindia Targoviste   | 150 000   | 2025.06.30.       |
| 33                     | Niczuly Roland     | román           | Kézdivásárhely             | 1995. szeptember 21. (29 éves) | FC Universitatea Cluj    | 1 400 000 | 2025.06.30.       |
| 55                     | Niczuly Rajmund    | román           | Kézdivásárhely             | 2004. július 13. (20 éves)     | Utánpótlásból került fel | 25 000    | Nem publikus      |
| 98                     | Gedő Hunor         | román           | Székelyudvarhely           | 2004. január 16. (21 éves)     | Utánpótlásból került fel | 25 000    | 2025.06.30.       |
| Védők                  |                    |                 |                            |                                |                          |           |                   |
| 4                      | Tamás Márk         | magyar          | Székesfehérvár             | 1993. október 28. (31 éves)    | WKS Śląsk Wrocław        | 550 000   | 2024.06.30.       |
| 13                     | Denis Ciobotariu   | román           | Bukarest                   | 1998. június 10. (27 éves)     | FC CFR 1907 Cluj         | 750 000   | 2025.06.30.       |
| 17                     | Darius Oroian      | román           | Románia, ?                 | 2003. augusztus 1. (21 éves)   | CSA Steaua               | 150 000   | 2026.06.30.       |
| 20                     | Andres Dumitrescu  | román           | Slatina                    | 2001. március 11. (24 éves)    | FC Lugano U21            | 650 000   | 2023.06.30.       |
| 25                     | Bogdan Otelita     | román           | Bákó                       | 2002. augusztus 12. (22 éves)  | FC Gloria Buzău          | 175 000   | Nem publikus      |
| 27                     | Rares Ispas        | román           | Kolozsvár                  | 2000. augusztus 26. (24 éves)  | FC CFR 1907 Cluj         | 450 000   | 2025.06.30.       |
| 44                     | Mihai Balasa       | román           | Târgoviște                 | 1995. január 14. (30 éves)     | FC Universitatea Craiova | 800 000   | 2024.06.30.       |
| 82                     | Branislav Ninaj    | szlovák         | Pozsony                    | 1994. május 17. (31 éves)      | Fortuna Sittard          | 800 000   | 2025.06.30.       |
| 91                     | Dobozi Krisztián   | román           | Kézdivásárhely             | 2004. november 29. (20 éves)   | Utánpótlásból került fel | 10 000    | Nem publikus      |
| 96                     | Paul Popa          | román           | Románia, ?                 | 2005. október 4. (19 éves)     | Utánpótlásból került fel | 25 000    | 2025.06.30.       |
| Középpályások          |                    |                 |                            |                                |                          |           |                   |
| 5                      | Jonathan Rodríguez | ARG             | San Nicolás de los Arroyos | 1990. június 7. (35 éves)      | FC CFR 1907 Cluj         | 400 000   | Nem publikus      |
| 6                      | Nicolae Paun       | román           | Caracal                    | 1999. január 19. (26 éves)     | Utánpótlásból került fel | 1 300 000 | 2025.06.30.       |
| 8                      | Ion Gheorghe       | román           | Bukarest                   | 1999. október 8. (25 éves)     | FC Voluntari             | 1 000 000 | 2024.06.30.       |
| 10                     | Cosmin Matei       | román           | Târgoviște                 | 1991. szeptember 30. (33 éves) | FC Dinamo București      | 550 000   | 2024.06.30.       |
| 22                     | Francisco Júnior   | GNB · POR       | Bissau                     | 1992. január 18. (33 éves)     | CS Gaz Metan Mediaș      | 200 000   | 2024.06.30.       |
| 30                     | Nistor Ákos        | román           | Románia, ?                 | 2004. november 20. (20 éves)   | Utánpótlásból került fel | 25 000    | 2025.06.30.       |
| 59                     | Sherif Kallaku     | albán           | Fushë-Kruja                | 1998. március 1. (27 éves)     | KS Teuta Durrës          | 350 000   | 2025.06.30.       |
| 77                     | Adnan Aganović     | horvát          | Dubrovnik                  | 1987. október 3. (37 éves)     | AÉ Lemeszú               | 300 000   | 2024.06.30.       |
|                        | Isnik Alimi        | albán · macedón | Delogozsdi                 | 1994. február 2. (31 éves)     | Qəbələ PFK               | 650 000   | Nem publikus      |
| Támadók                |                    |                 |                            |                                |                          |           |                   |
| 11                     | Marius Stefanescu  | román           | Caracal                    | 1998. augusztus 28. (26 éves)  | Utánpótlásból került fel | 1 200 000 | 2025.06.30.       |
| 18                     | Pavol Safranko     | szlovák         | Sztropkó                   | 1994. november 16. (30 éves)   | Mamelodi Sundowns FC     | 1 000 000 | 2024.06.30.       |
| 23                     | Iustin Grigore     | román           | Románia, ?                 | 2004. szeptember 9. (20 éves)  | Utánpótlásból került fel | 25 000    | Nem publikus      |
| 42                     | Sergiu Serban      | román           | Románia, ?                 | 2004. január 14. (21 éves)     | Utánpótlásból került fel | 25 000    | 2023.06.30.       |
| 90                     | Kocsis Norbert     | román           | Kézdivásárhely             | 2004. október 3. (20 éves)     | Utánpótlásból került fel | 25 000    | 2024.06.30.       |
| 97                     | Varga Roland       | magyar          | Budapest                   | 1990. január 23. (35 éves)     | LKS Nieciecza            | 200 000   | 2024.06.30.       |
| 99                     | Mario Rondón       | VEN · POR       | Caracas                    | 1986. március 26. (39 éves)    | Radomiak                 | 250 000   | 2024.06.30.       |
|                        | Gabriel Debeljuh   | horvát          | Póla                       | 1996. szeptember 28. (28 éves) | FC CFR 1907 Cluj         | 1 400 000 | Nem publikus      |
|                        | Vitalie Damascan   | MDA · román     | Soroca                     | 1999. január 24. (26 éves)     | FC Voluntari             | 800 000   | Nem publikus      |
| Kölcsönadott játékosok |                    |                 |                            |                                |                          |           |                   |
| Név                    | Poszt              | Nemzetiség      | Születési hely             | Születési idő (kor)            | Kölcsönadva ide          | Érték (€) | Kölcsön lejárta   |
|                        |                    |                 |                            |                                |                          |           |                   |

## A klub edzői
| Név                 | Időszak   | Mérkőzés | Győzelem | Döntetlen | Vereség | Rúgott gól | Kapott gól | Pont |
| ------------------- | --------- | -------- | -------- | --------- | ------- | ---------- | ---------- | ---- |
| Valentin Suciu (2x) | 2024      | 4        | 2        | 0         | 2       | 8          | 3          | 6    |
| Bernd Storck        | 2023-2024 | 32       | 12       | 8         | 12      | 50         | 45         | 44   |
| Liviu Ciobotariu    | 2023      | 26       | 9        | 8         | 9       | 32         | 28         | 35   |
| Cristiano Bergodi   | 2021-2023 | 84       | 41       | 18        | 25      | 143        | 89         | 141  |
| Leontin Grozavu     | 2019-2021 | 63       | 24       | 23        | 16      | 91         | 67         | 95   |
| László Csaba        | 2019      | 18       | 4        | 10        | 4       | 22         | 17         | 22   |
| Marin Barbu         | 2019      | 2        | 0        | 0         | 2       | 3          | 8          | 0    |
| Eugen Neagoe        | 2017-2019 | 58       | 19       | 16        | 24      | 64         | 65         | 73   |
| Nagy Sándor         | 2017      | 1        | 0        | 0         | 1       | 0          | 3          | 0    |
| Valentin Suciu      | 2013-2017 | 44       | 20       | 8         | 16      | 69         | 54         | 68   |

Frissítve: 2024.10.08.

### Nemzetközi szereplés
| Szezon  | Sorozat               | Forduló   | Ellenfél           | Hazai      | Vendég      | Összesítve    |
| ------- | --------------------- | --------- | ------------------ | ---------- | ----------- | ------------- |
| 2021–22 | UEFA Konferencia Liga | 2.forduló | Spartak Trnava     | 1–1 (h.u.) | 0–0         | 1–1 (b.u.:3–4 |
| 2022–23 | UEFA Konferencia Liga | 2.forduló | Olimpija Ljubljana | 3–1        | 0–2 (h.u.)  | 3–3 b.u.:4–2  |
| 2022–23 | UEFA Konferencia Liga | 3.forduló | Djurgårdens        | 1–3        | 1–3         | 2–6           |
| 2023–24 | UEFA Konferencia Liga | 2.forduló | CSKA Sofia         | 4–0        | 2–0         | 6–0           |
| 2023–24 | UEFA Konferencia Liga | 3.forduló | Aktobe             | 1−1        | 1−0         | 2−1           |
| 2023–24 | UEFA Konferencia Liga | Rájátszás | Bodø/Glimt         | 2−2        | 2−3 (h.u.:) | 4−5           |